# 相馬錩一
相馬 錩一（そうま しょういち、1936年（昭和11年）10月30日 - 2024年（令和6年）1月3日）は、日本の税理士。政治家。元青森県弘前市長（1期）。

## 来歴
青森県弘前市出身。青森県立弘前中央高等学校卒。税理士、行政書士、社会保険労務士となる。弘前市議会議員を経て、1986年、青森県議会議員弘前市選挙区補欠選挙に無所属で立候補して当選する。以来連続6回当選する。2006年合併による弘前市長選挙に立候補し、合併前の弘前市長だった金沢隆を破って当選した。津軽広域水道企業団企業長を併任。市長を1期務め、2010年の市長選挙に出馬したが、元弘前市副市長の葛西憲之に敗れて落選した。2011年の青森県議会議員選挙に立候補して当選し、県議に復帰。2015年の県議選で落選した。2021年、秋の叙勲で旭日中綬章を受章。
2024年1月3日、弘前市内で死去した。87歳没。

## 著書
- 『燃ゆる心:歌集』自費出版、1987年。